# Герб Снігурівського району
Герб Снігурі́вського райо́ну — офіційний символ Снігурівського району Миколаївської області затверджений 12 липня 2012 року рішенням № 3 XIV сесії районної ради шостого скликання.

## Опис Великого Герба
Щит перетятий і напіврозтятий на три поля. У синьому полі золотий сокіл, який сидить на золотій посудині із срібною мурованою горловиною, з якого виливається вниз водяний потік синього кольору із срібними відблисками хвиль. Потік води обмежений з обох боків срібними мурованими стінами.
У пурпуровому полі над золотим пагорбом виникають п'ять золотих пшеничних колосків із стеблами.
У зеленому полі стилізоване зображення на хвилі споруди насосної станції зрошувальної системи срібного кольору із вікнами, які світяться золотим світлом. Внизу срібне зображення механічного гвинта водяного насоса, який перетинає три золоті хвилі.
Геральдичний щит прямокутної форми із закругленням внизу вписаний в декоративний бароковий картуш золотого кольору в національному українському стилі. Нижня частина картуша по боках прикрашена золотим пшеничним колоссям та лавровою гілкою, які виникають з-під золотого механічного колеса. Пшеничне колосся та лаврова гілка перевиті синьою хвилястою стрічкою з написом золотими літерами «Снігурівський район».
Герб увінчаний стилізованою короною, складеною із синьої основи, на якій розміщений рослинний орнамент золотом та снопів із золотих пшеничних колосків, між якими стилізовані фонтани джерельної води синього кольору.

## Опис Малого Герба
Малий Герб являє собою гербовий щит Снігурівського району без супровідного орнаменту-обрамлення.

## Тлумачення Герба
Зображення сокола у синьому полі втілює духовний початок людини-творця: силу і волю, гордість і перемогу, натхнення і надію.
Сокіл також нагадує про існування в районі природно-заповідного фонду — ботанічних парків і заказників: «Кримки», «Єлизаветівка», «Лощина», «Афанасіївка» та «Івано-Кепине». Сокіл, повернувши голову, дивиться на схід сонця, що підкреслює розташування Снігурівського району на сході Миколаївської області.
Золота посудина із срібною горловиною та синім потоком води, який обмежений срібною мурованою стіною символізує штучно створену меліораторами та науковцями Інгулецьку зрошувальну систему на посушливих землях Снігурівського району, одну з найбільш потужних в Україні і Європі. Зрошувальна система дає змогу вирощувати врожаї зернових, овочевих культур і садів на території Снігурівського району та інших районів Миколаївської і частково Херсонської областей.
Золотий пагорб в пурпуровому полі нагадує про заселення території району ще у прадавній скіфський період (існуючі кургани), козацьку добу (с. Василівка з козацькою корчмою; с. Знам'янка, де з місцевих селян створювалися козацькі загони для участі у російсько-турецькій війні (1787-1791 рр.)); с. Максимівна, засноване як станиця Бузького козацького війська; с. Нововасилівка, засноване козаками-переселенцями із с. Козачі Табори (Херсонщина).
Пагорб із пшеничними колосками стилізовано нагадує про перших переселенців із Могилівської губернії (Білорусь), давній герб якої (1878 р.) містить також три пагорби та колоски. Саме переселенці із білоруського села Снягірі дали новому поселенню назву Снігурівка, пізніше район отримав назву Снігурівський.
Пшеничні колоски символізують значний хліботорговий центр, який існував на початку ХХ ст. у Снігурівці Херсонського повіту.
Снопи із колосків підкреслюють аграрний напрям розвитку господарства району — вирощування зернових культур. Стилізовані сині фонтани нагадують про розташування в районі джерел природної мінеральної води придатної для лікування.
Синій колір символізує вірність і чесність, пурпуровий колір втілює мужність, зелений колір символізує достаток, волю і надію, нагадує про природну красу району.
Золотий колір символізує багатство і знатність.

## Порядок використання Герба Снігурівського району
Герб, як складова частини районної символіки, визначає атрибути ознак влади територіальної районної громади. Виготовлені відповідно до Положення оригінали Герба та Прапора зберігаються у голови районної ради на час виконання ним покладених законом обов'язків і, як ознаки влади територіальної громади, передаються лише новому голові районної ради після закінчення виконання повноважень попереднім головою ради.
Зображення герба району обов'язково розміщується:
- в залі засідань районної ради;
- на головному фасаді будинку районної ради.

Символіка району використовується:
- під час офіційних заходів та урочистостей, що проводяться районними органами влади;
- при проведенні культурно-мистецьких, спортивних та інших масових заходів з нагоди знаменних дат, подій, ювілеїв, тощо;
- на бланках нагородних документів, вітальних листів районної ради і районної державної адміністрації.

Символіка району може використовуватись:
- органами виконавчої влади та місцевого самоврядування, громадськими та іншими організаціями, громадянами району при проведенні масових заходів місцевого значення;
- культурно-освітніми закладами, юридичними та фізичними особами з метою патріотичного виховання молоді та формування національної свідомості громадян району;
- при виготовленні буклетів, значків, вимпелів, сувенірів з елементами символіки.

Використання символіки району в комерційних цілях допускається в установленому чинним законодавством порядку лише за умови попереднього погодження з районною радою та районною державною адміністрацією.